# Бильзе, Фриц Освальд
Фриц Освальд Бильзе (31 марта 1878, Кирн — 1951, Эберсвальде) — немецкий писатель.

## Биография
Фриц Освальд Бильзе родился 31 марта 1878 года в Кирне.

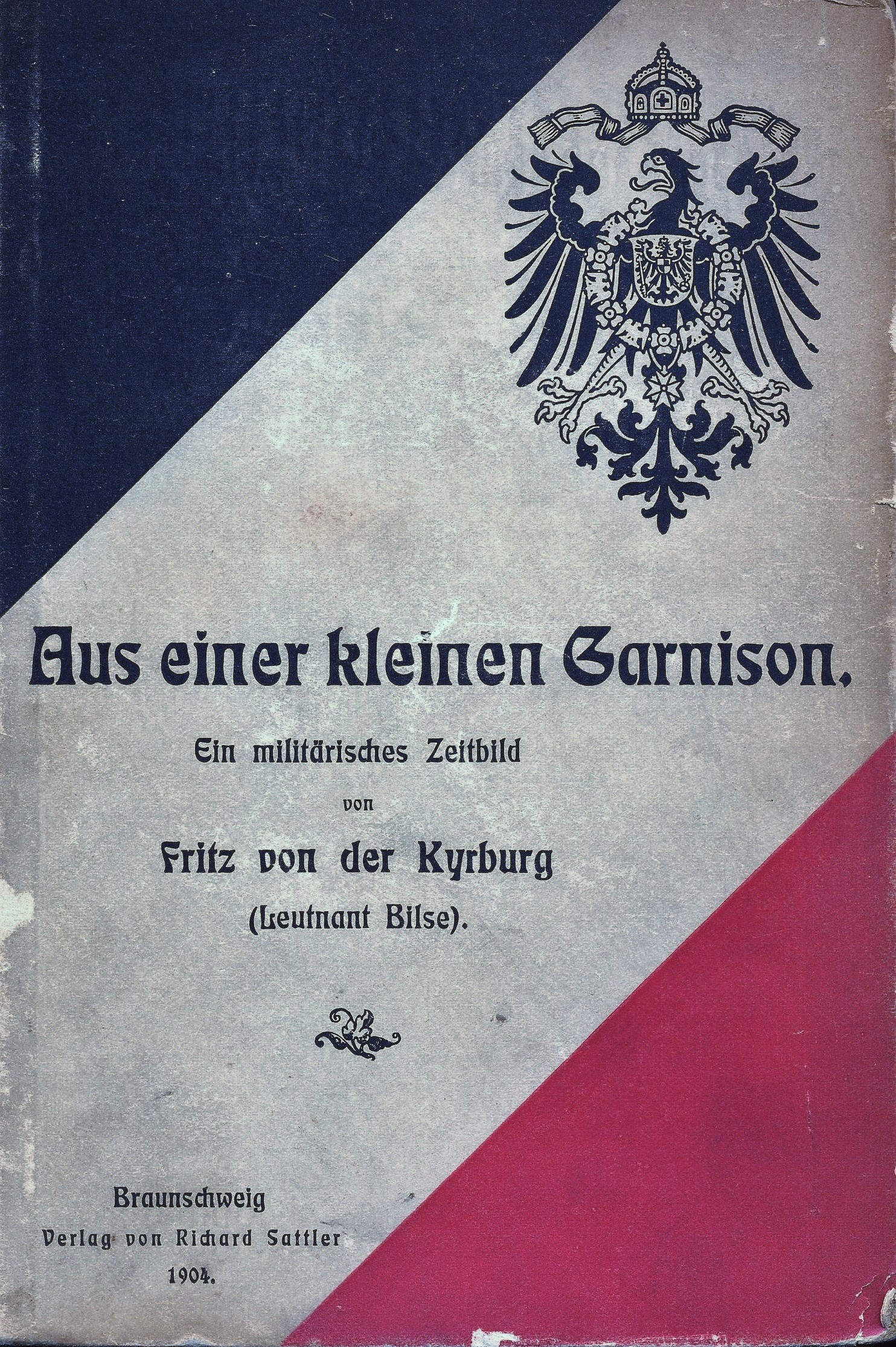
Издание «Жизни в маленьком гарнизоне» (1904)

В 1896 году поступил на службу в германскую имперскую армию. С 1900 года служил в 16 батальоне в Форбаке.
В 1903 году Бильзе, под псевдонимом Фриц фон дер Кюрбург, опубликовал роман «Aus einer kleiner Garnison» (в русском переводе «Из жизни маленького гарнизона» или «В пограничном гарнизоне», разные издания в Санкт-Петербурге и Москве в 1904—1905), описывающий негативные стороны в жизни немецкой армии того времени. Роман приобрел скандальную известность, был переведён на несколько языков. В России с книгой Бильзе сравнивали вышедшую позднее повесть «Поединок» Куприна.
Издание было конфисковано немецкими властями, а автор был предан военному суду. Суд приговорил Бильзе к исключению из службы и заключению в тюрьму на 6 месяцев. Приговор мотивирован следующими основаниями и комментариями официального характера: 1) роман заключает в себе сведения, характеристики и отзывы, оскорбительные для офицеров обозного батальона; 2) вопреки закону, обвиняемый не испросил разрешения начальства на печатание романа, и 3) обвинение в том, что автор своей книгой старался вызвать всеобщее неудовольствие офицеров их жизнью и службою в малых гарнизонах, признано недоказанным. Усиливающими вину обстоятельствами признано то, что Бильзе погрешил против дисциплины, так как вывел в романе своего начальника и 2—3 офицеров, старших в чине, смягчающими, — что роман Бильзе — не памфлет, а, напротив, рисует наглядно бытовую жизнь и службу офицеров в малых гарнизонах, заключает много основательных суждений о дуэли среди офицеров, изобличает в авторе человека наблюдательного и вызывает необходимость обратить внимание на многие стороны жизни малых гарнизонов.
После суда Бильзе продолжил занимался литературной деятельностью.
Фриц Освальд Бильзе умер в 1951 году в Эберсвальде.

## Избранная библиография
- Aus einer kleinen Garnison. Ein militärisches Zeitbild (роман, 1903)
- Zwei Militär-Humoresken. Der Alarm. Ein glücklicher Reinfall (1903)
- Das blaue Schloß. Roman in einem Vorkapitel und zwei Büchern (1904)
- Wahrheit (пьеса, 1904)
- Fallobst (пьеса, 1905)
- Lieb' Vaterland. Roman aus dem Soldatenleben (1905)
- Die große Schlacht (пьеса, 1906)
- Stille Wege (роман, 1907)
- Verklärung (роман, 1909)
- Die Technik des Romans (1909)
- Gottes Mühlen. Roman aus einer großen Nation (1924)
- Die schwarze Welle. Ein Negerroman von Afim Assanga, bearbeitet und herausgegeben von Fritz Oswald Bilse (1925)
- Wie kann der Bauer die jetzigen und kommenden schweren Zeiten überstehen und ohne besondere Mehrkosten seine Erträge verdoppeln? : Praktische Ratschläge für den Bauernstand (1928)